# 涢水
涢水，又称府河，是中国长江流域的一条河流，于湖北省武汉市汇入长江左岸。河长270千米，流域面积14808平方千米，多年平均流量117立方米每秒。自然落差492米。水能理论蕴藏量14万千瓦。

## 延伸阅读
[在维基数据编辑]
 《欽定古今圖書集成·方輿彙編·山川典·溳水部》，出自陈梦雷《古今圖書集成》